# عبد الله بن إسحاق البرزالي
عبد الله بن إسحاق البرزالي (المتوفي عام414 هـ) مؤسس طائفة قرمونة في عهد ملوك الطوائف.

## سيرته
عبر جزء من بنو برزال الزناتيين إلى الأندلس في زمن الخليفة الحكم المستنصر بالله، وخدموا في جيوش العامريين في فترة سيطرتهم على الأندلس. وحين وقعت فتنة الأندلس، شارك بنو برزال مع قبائل البربر إلى جانب سليمان المستعين بالله المطالب بعرش الخلافة، حتى تمكن من العرش، فكافأهم سليمان عام 403 هـ بأن أقطعهم أجزاءً من كورة جيان. ولما تأججت الفتنة، استقل عبد الله بن إسحاق بقرمونة مؤسسًا طائفة قرمونة. توفي عبد الله عام 414 هـ، وخلفه ابنه محمد.